# Фінал кубка України з футболу 2019
Фіна́л ку́бка Украї́ни з футбо́лу 2019 — 28-й фінал кубка України з футболу, що відбувся 15 травня 2019 року в місті Запоріжжя, на стадіоні «Славутич-Арена» між донецьким «Шахтарем» та петрівським «Інгульцем».  Запоріжжя вперше в історії приймало фінальний матч розіграшу Кубку України з футболу. Інгулець перший раз в своїй історії брав участь у фіналі кубку України та став першим в історії клубом фіналістом кубку України, який представляє першу лігу. Шахтар брав участь вже у дев'ятнадцятому за ліком та дев'ятому поспіль фіналі кубку.
Перемогу здобув донецький «Шахтар» з рахунком 4:0, який виборов вже 13-й кубок України та вчетверте поспіль виграв даний трофей. Голами відзначилися Тете на 27-й та 39-й хвилинах, Жуніор Мораес на 45+1 та Манор Соломон на 64-й хвилині.

## Шлях до фіналу
| 1/8 фіналу  | «Шахтар»   | 3:2            | «Олімпік» |
| Чвертьфінал | «Шахтар»   | 1:1 (пен. 4:3) | «Динамо»  |
| Півфінал    | «Дніпро-1» | 0:2            | «Шахтар»  |

| Другий попередній етап | «Інгулець» | 1:0            | «Колос»        |
| 1/16 фіналу            | «Мир»      | 0:3            | «Інгулець»     |
| 1/8 фіналу             | «Інгулець» | 3:1            | ФК «Маріуполь» |
| Чвертьфінал            | «Інгулець» | 1:1 (пен. 4:3) | «Карпати»      |
| Півфінал               | «Інгулець» | 2:1            | «Зоря»         |

## Деталі
| 15 травня 2019 21:00 +22 °C |

| «Шахтар»                               | 4:0      | «Інгулець» |
| -------------------------------------- | -------- | ---------- |
| Тете 27', 39' Мораес 45+1' Соломон 64' | Протокол |            |

| «Славутич-Арена», Запоріжжя Глядачів: 11 100 Арбітр: Євген Арановський (Київ) |

| Шахтар | Інгулець |

| Шахтар:       |    |                   |             |
|               |    |                   |             |
| ВР            | 1  | Олексій Шевченко  |             |
| ЗХ            | 50 | Сергій Болбат     |             |
| ЗХ            | 4  | Сергій Кривцов    |             |
| ЗХ            | 22 | Микола Матвієнко  |             |
| ЗХ            | 31 | Ісмаїлі           |             |
| ПЗ            | 21 | Алан Патрік       |             |
| ПЗ            | 88 | Маркос Антоніо    |             |
| ПЗ            | 14 | Тете              | 27' 39' 72' |
| ПЗ            | 74 | Віктор Коваленко  | 61'         |
| ПЗ            | 7  | Тайсон ()         |             |
| НП            | 19 | Жуніор Мораес     | 45+1' 61'   |
| Заміни:       |    |                   |             |
| ВР            | 30 | Андрій Пятов      |             |
| ЗХ            | 5  | Давид Хочолава    |             |
| ПЗ            | 6  | Тарас Степаненко  |             |
| ПЗ            | 9  | Дентіньйо         |             |
| ПЗ            | 23 | Веллінгтон Нем    | 72' 89'     |
| ПЗ            | 19 | Манор Соломон     | 61' 64'     |
| НП            | 8  | Оларенважу Кайоде | 61'         |
| Тренер:       |    |                   |             |
| Паулу Фонсека |    |                   |             |

| Інгулець:         |    |                      |         |
|                   |    |                      |         |
| ВР                | 1  | Антон Ситников       |         |
| ЗХ                | 39 | Денис Балан          |         |
| ЗХ                | 55 | Максим Ковальов      |         |
| ЗХ                | 28 | Віталій Павлов       |         |
| ЗХ                | 89 | Олег Синьогуб        |         |
| ПЗ                | 80 | Владислав Лупашко () | 45+1'   |
| ПЗ                | 13 | Ілля Коваленко       | 48'     |
| ПЗ                | 8  | Владислав Клименко   | 57' 67' |
| ПЗ                | 5  | Євген Запорожець     |         |
| ПЗ                | 45 | Артем Щедрий         | 83'     |
| НП                | 9  | Олександр Мішуренко  | 34'     |
| Заміни:           |    |                      |         |
| ВР                | 12 | Богдан Шухман        |         |
| ЗХ                | 23 | Олександр Кучеренко  | 67'     |
| ПЗ                | 17 | Станіслав Передистий |         |
| ПЗ                | 25 | Олександр Козак      | 83'     |
| НП                | 7  | Дмитро Сула          |         |
| НП                | 21 | Олександр Акименко   |         |
| НП                | 49 | Ніка Січінава        | 34'     |
| Тренер:           |    |                      |         |
| Сергій Лавриненко |    |                      |         |

| Володар кубка України 2019 |
| -------------------------- |
|                            |
| Шахтар 13-й раз            |